# Transport actif secondaire
 (février 2015).
Si vous disposez d'ouvrages ou d'articles de référence ou si vous connaissez des sites web de qualité traitant du thème abordé ici, merci de compléter l'article en donnant les références utiles à sa vérifiabilité et en les liant à la section « Notes et références ».

Transport actif secondaire

Le transport actif secondaire (ou cotransport, voire transport couplé) est un mécanisme de biologie suivant lequel le transport de molécules contre leur gradient électrochimique, au travers d'une membrane cellulaire, s'effectue à l'aide de l'énergie fournie par un ion ou une autre molécule qui suit son gradient électrochimique. Grâce au transport actif secondaire, une molécule peut remonter son gradient sans nécessiter une hydrolyse directe de l'ATP comme cela est le cas dans le transport actif primaire. Les deux principales formes de transport actif secondaire sont le symport et l'antiport.

## Types de transport actif secondaire
Le cotransport est un phénomène qui couple un canal ionique à une pompe membranaire et utilise l'énergie de l'un pour activer l'autre. Selon le sens de déplacement respectif des deux molécules on parle de symport (l'ion et la molécule transportée traversent la membrane dans le même sens) ou d'antiport (les deux espèces chimiques se déplacent en sens inverse). Ces transports couplés sont très utilisés par la cellule pour récupérer les molécules nécessaires à son métabolisme dans le milieu extérieur.

### Antiport
Dans les antiports, deux espèces d'ions ou d'autres solutés sont pompées dans des directions opposées de part et d'autre de la membrane. L'une de ces deux espèces suit naturellement son gradient de concentration, en passant d'un compartiment à la concentration la plus élevée vers le compartiment où la concentration est plus faible. C'est le cas par exemple de l'échangeur sodium-calcium.
Plusieurs cellules possèdent aussi des Calcium ATPase, capables de fonctionner à de faibles concentrations intracellulaires de calcium et de fixer la concentration au repos de ce second messager. Mais cet ATPase n'exporte les ions calcium que très lentement, seulement 30 par seconde là ou l'échangeur en sort 2000. L'échangeur sodium-calcium entre en action lorsque la concentration augmente rapidement et permet un retour rapide à la normale. On voit ainsi qu'un seul type d'ion peut être transporté par plusieurs types d'enzymes, qui ne sont pas forcément constitutivement actives.

### Symport
Les symports utilisent un gradient électrochimique de solutés, les deux espèces sont transportées dans le même sens, sachant que l'un l'est dans le sens de son gradient de concentration et l'autre dans le sens opposé à son gradient de concentration.

## Différence avec le transport actif primaire
L'énergie du gradient électrochimique vient indirectement de l'ATP, car il est entretenu entre autres par la pompe Na+/K+, qui tire son énergie de l'hydrolyse de l'ATP. On utilise donc le terme de « transport primaire » pour désigner les pompes ATPasiques et de « transport secondaire » pour les transports couplés, qui utilisent l'ATP de façon indirecte.

## Découverte du cotransport

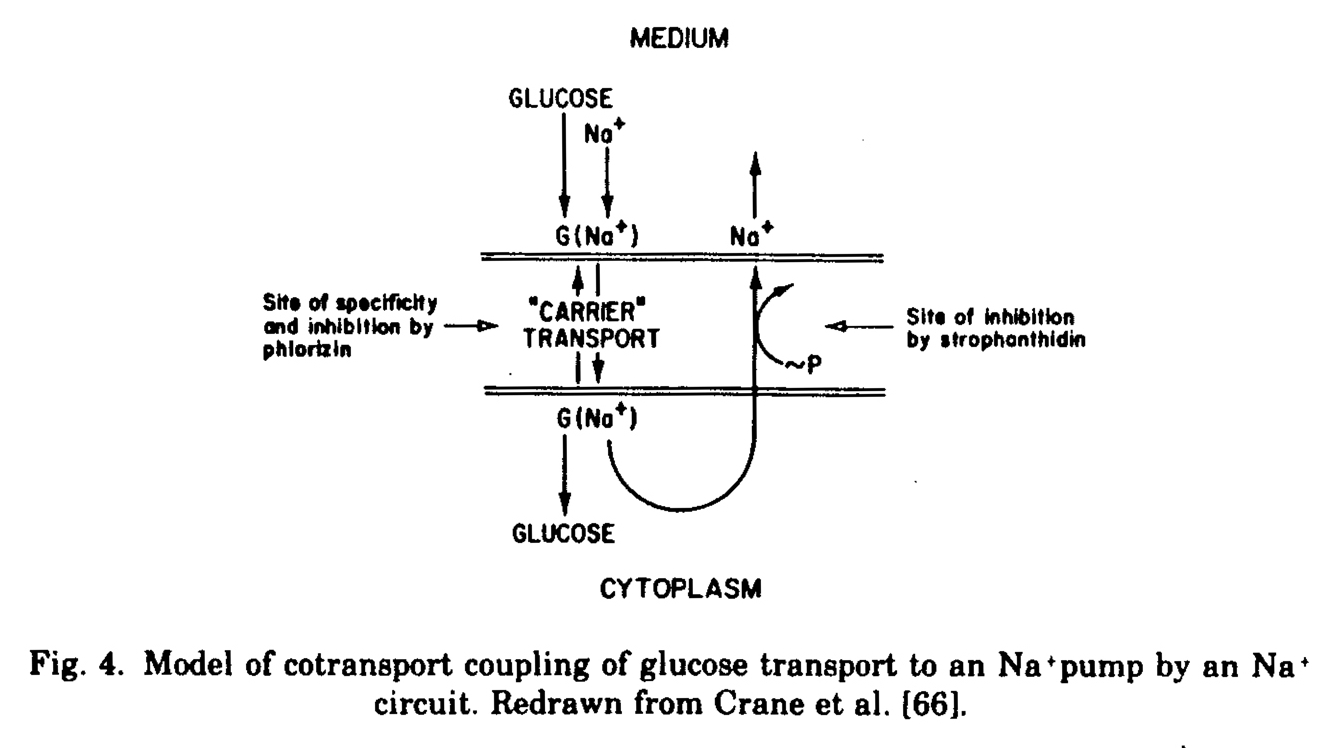
Modèle de couplage en cotransport de transport de glucose vers une pompe Na + par un circuit Na +. Redessiné à partir de Crane et al.,

En août 1960, à Prague, Robert K. Crane présenta pour la première fois sa découverte du cotransport sodium-glucose en tant que mécanisme pour l'absorption intestinale de glucose. Le cotransport fut la première proposition de couplage de flux en biologie et a été l'événement le plus important en ce qui concerne l'absorption des glucides au XXe siècle,.